# Real Fábrica de Porcelanas de Capodimonte
La Real Fábrica de Porcelanas de Capodimonte fue una fábrica de porcelanas establecida en Nápoles (Italia).

## Historia

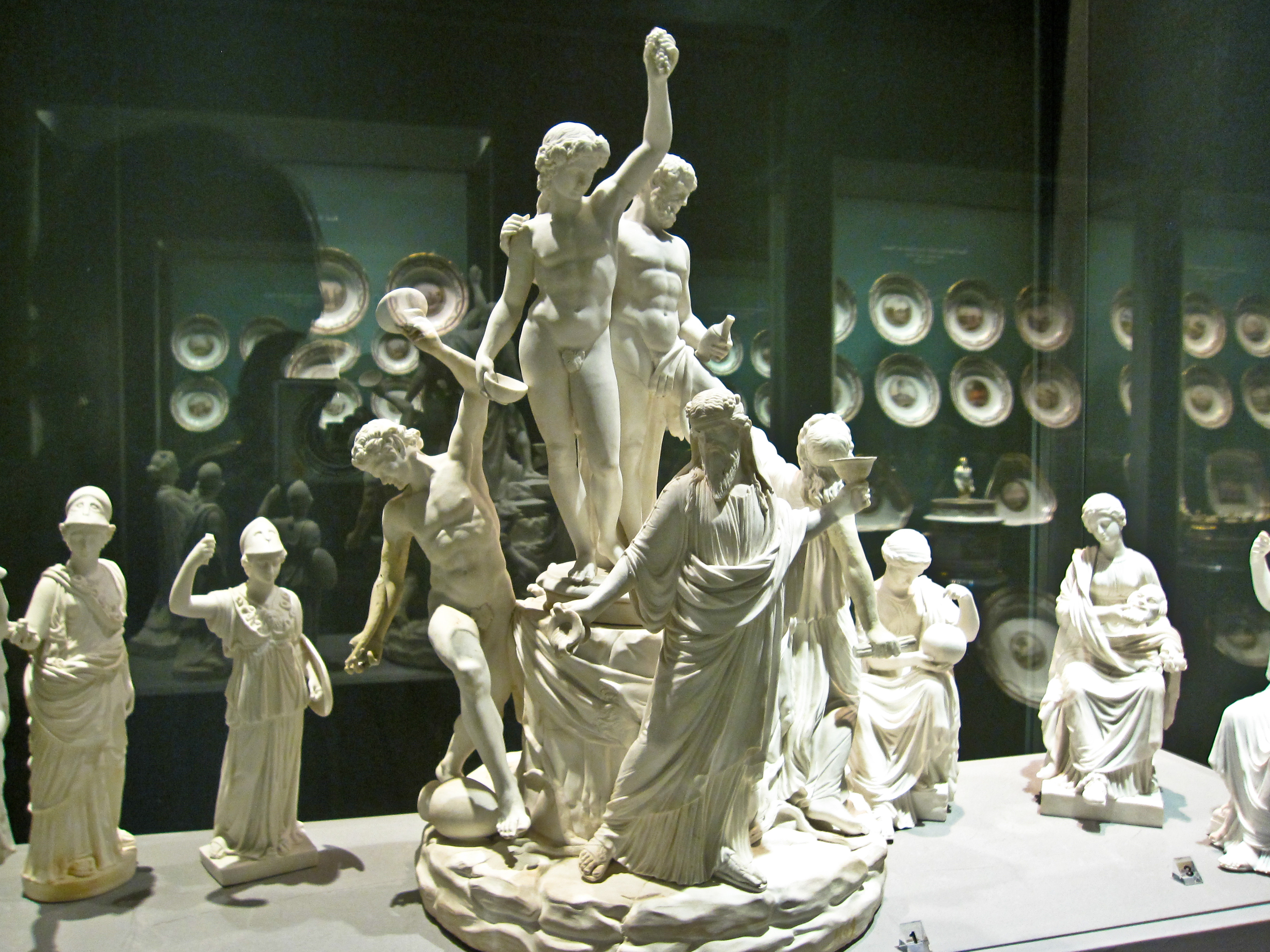
Porcelenas en el Museo Nacional de Capodimonte, Nápoles.

Fundada en 1743 durante el reinado de Carlos VII, —futuro Carlos III de España— y María Amalia de Sajonia. El rey Carlos quiso emular así la gran fábrica de porcelanas de Meissen (Sajonia) cuyo mecenazgo había corrido a cargo de Augusto II de Polonia, abuelo de su esposa.
La fundación de esta Real Fábrica se hizo en un edificio cercano al ya construido palacio de Capodimonte, edificio que fue totalmente destruido años después tras la invasión napoleónica de 1808. Ambos inmuebles se encontraban en el bosque de Capodimonte, con vistas al golfo de Nápoles, un coto privado de caza para la familia real.
Los primeros profesionales que trabajaron en la fábrica fueron Vittorio Schepers y Giovanni Caselli, acompañados del escultor florentino Giuseppe Gricci, que fue uno de los más prolíficos y el pintor Giuseppe Della Torre. La producción abarcaba una gran variedad de temas entre los que se encontraban las figuritas de los belenes que durante todo el siglo XVIII tuvieron una gran aceptación. Cuando el rey Carlos tuvo que volver a la corte en Madrid en 1759, ya como rey Carlos III, se llevó consigo artistas y obreros de Capodimonte, fundando en esta ciudad la Real Fábrica de Porcelanas del Buen Retiro.